# خالد فاضل
خالد فاضل (انگلیسی: Khaled Fadhel؛ زادهٔ ۲۹ سپتامبر ۱۹۷۶) بازیکن فوتبال اهل تونس است.
از باشگاه‌هایی که در آن بازی کرده‌است می‌توان به باشگاه فوتبال آفریقایی و باشگاه فوتبال صفاقسی اشاره کرد.